# James Augustine McFaul

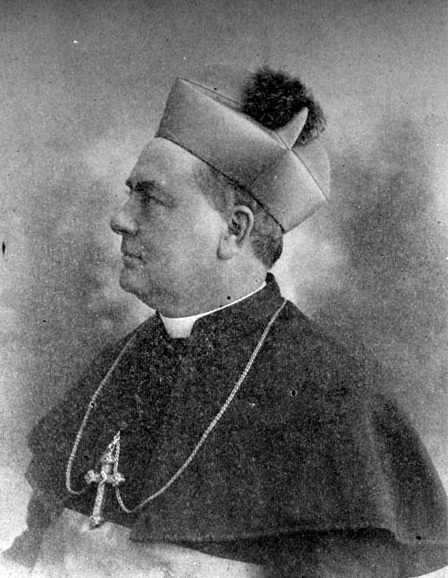
James Augustine McFaul

James Augustine McFaul (* 6. Juni 1850 in Larne, County Antrim, Irland; † 16. Juni 1917 in Trenton, New Jersey, USA) war ein irischer Geistlicher und römisch-katholischer Bischof von Trenton.

## Leben
James Augustine McFaul besuchte das St. Vincent’s College in Latrobe und das St. Francis Xavier’s College in New York City. McFaul studierte Katholische Theologie am Seton Hall College in South Orange. Er empfing am 26. Mai 1877 das Sakrament der Priesterweihe.
James Augustine McFaul war nach der Priesterweihe zunächst Privatsekretär von Bischof Michael Joseph O’Farrell. 1884 wurde McFaul Pfarrer der Pfarrei St. Mary, Star of the Sea in Long Branch. Ab 1892 fungierte er als Generalvikar des Bistums Trenton.
Am 20. Juli 1894 ernannte ihn Papst Leo XIII. zum Bischof von Trenton. Der Erzbischof von New York, Michael Augustine Corrigan, spendete ihm am 18. Oktober desselben Jahres die Bischofsweihe; Mitkonsekratoren waren der Bischof von Rochester, Bernard John Joseph McQuaid, und der Bischof von Brooklyn, Charles Edward McDonnell.